# Bobby Hebb

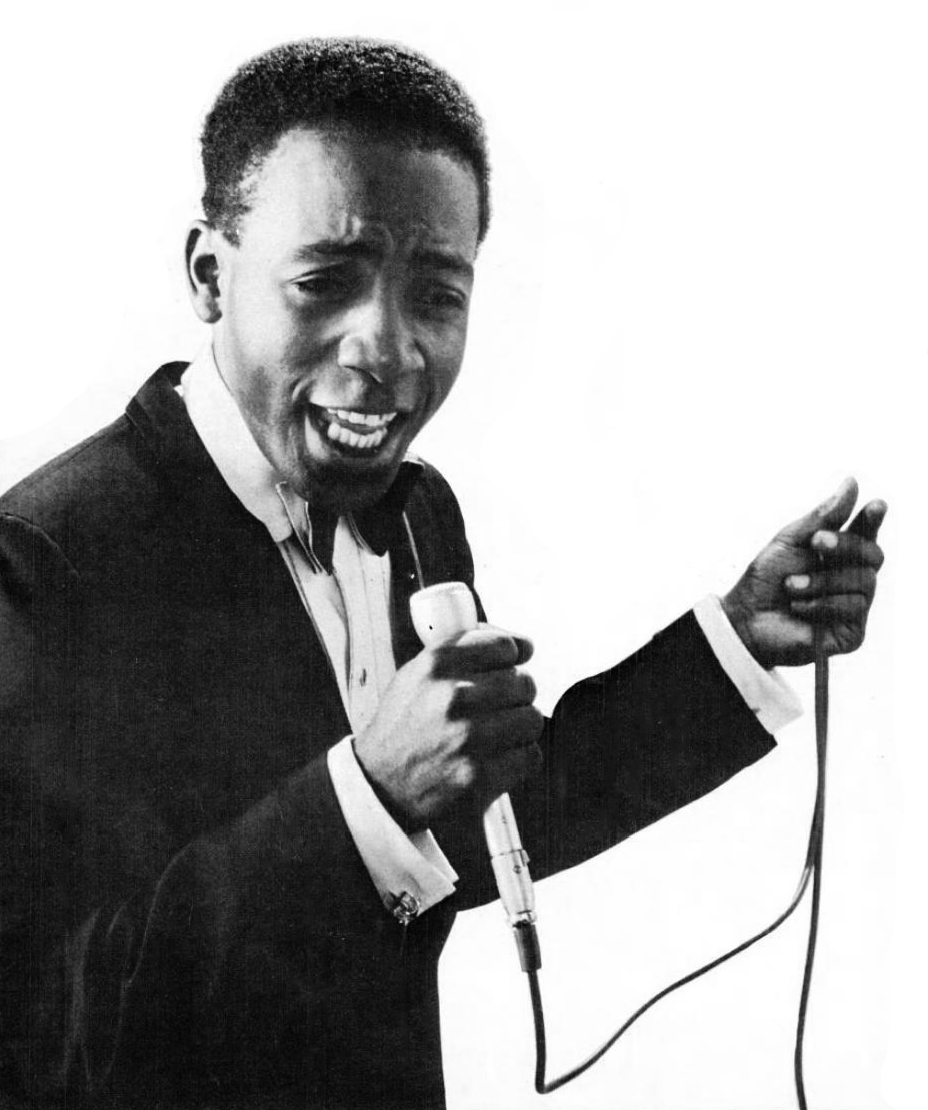
Bobby Hebb, 1966.

Bobby Hebb (Robert Von Hebb) var en amerikansk sångare, musiker och låtskrivare, född 26 juli 1938 i Nashville, Tennessee, död 3 augusti 2010 i samma stad. Både hans mor och far var blinda musiker.
Hans debutsingel "Sunny" som lanserades 1966 blev en mycket stor hit samma år, både med Hebb själv, men även i coverversioner av andra artister. Låten blev fortsatt en mycket populär cover. Även uppföljarsingeln "A Satisfied Mind" blev en mindre hit samma år, och han fick 1967 en mindre listnotering med "Love Me" som nådde plats 84 på Billboard Hot 100. 1972 hade han mindre framgång med låten "Love Love Love" i Storbritannien. Han avled 2010 till följd av lungcancer